# Zoltán Almási
Dans le nom hongrois Almási Zoltán, le nom de famille précède le prénom, mais cet article utilise l’ordre habituel en français Zoltán Almási, où le prénom précède le nom.
Zoltán Almási, né le 29 août 1976 en Hongrie, est un grand maître hongrois du jeu d'échecs et quadruple champion national.

## Biographie

### Champion de Hongrie
Il remporte le championnat de Hongrie en 1999, 2000, 2003 et 2006. 

### Tournois internationaux
En 2006, Zoltán Almási finit troisième du tournoi de Wijk aan Zee dans le groupe B derrière Magnus Carlsen et Aleksandr Motyliov.
En janvier 2008, il gagne le 50e tournoi de Reggio Emilia.
En décembre 2010, il remporte le championnat d'Europe de parties rapides en battant au départage Vugar Gashimov.
En 2013, il remporte le mémorial Capablanca à  La Havane.
Au 1er mars 2011, il est le 24e joueur mondial, avec un classement Elo de 2 719 points.

### Compétitions par équipe
Zoltán Almási a participé à toutes les olympiades de 1994 à 2018, remportant :
- la médaille d'argent par équipe en 2002 ;
- la médaille d'argent individuelle au deuxième échiquier en 2010 ;
- la médaille d'argent par équipe en 2014 ;
- la médaille d'argent individuelle au troisième échiquier en 2016[5].

### Championnats du monde et coupes du monde
Au Championnat du monde de la Fédération internationale des échecs 2004 il est éliminé au 4e tour par Rustam Qosimjonov, le futur vainqueur.
| Année | Lieu                             | Résultat                            | Ultime adversaire   | Adversaires battus                                         |
| ----- | -------------------------------- | ----------------------------------- | ------------------- | ---------------------------------------------------------- |
| 1997  | Groningue                        | quatrième tour (huitième de finale) | Viswanathan Anand   | Peng Xiaomin, Judit Polgár Arthur Youssoupov               |
| 1999  | Las Vegas                        | troisième tour                      | Michael Adams       | Peng Xiaomin                                               |
| 2000  | New Delhi                        | deuxième tour                       | Ievgueni Vladimirov |                                                            |
| 2004  | Tripoli                          | quatrième tour (huitième de finale) | Rustam Qosimjonov   | Mohammed Al-Modiahki Francisco Vallejo Pons, Ye Jiangchuan |
| 2007  | Khanty-Mansiïsk (coupe du monde) | troisième tour                      | Dmitri Iakovenko    | Wen Yang, Bartosz Soćko                                    |
| 2011  | Khanty-Mansiïsk (coupe du monde) | deuxième tour                       | Mircea Pârligras    | Essam El-Gindy                                             |